# Plokhiye dorogi
Plokhiye dorogi (latinizado del ruso: Плохие дороги o 'Malas calles') es una película dramática ucraniana en idioma ruso dirigida por Natalya Vorozhbyt. Su estreno mundial tuvo lugar el 3 de septiembre de 2020 en la Semana Internacional de la Crítica de Venecia n° 35, donde se proyectó en competencia. En septiembre de 2021 fue seleccionada como la candidatura ucraniana a Mejor Largometraje Internacional en la edición 94 de los Premios Oscar.

## Trama
Cuatro historias cortas están ambientadas a lo largo de las carreteras de Donbass durante la guerra. No hay espacios seguros y nadie entiende lo que está pasando. Incluso estando en tal situación de caos, hay quienes logran ejercer autoridad severa sobre otras personas. Pero en este mundo, donde el mañana puede no llegar, no todas las personas son indefensas y miserables. Incluso las víctimas más inocentes pueden tener su turno en tomar el control.

## Elenco
El elenco principal de la película es:
- Zoia Baranovska como mujer joven
- Marina Klimova como periodista
- Anna Jurakovska como niña joven
- Ihor Koltovski como director de escuela
- Andriy Lelyukh como comandante